# Универзитет Џорџ Вашингтон
Универзитет Џорџ Вашингтон (енгл. The George Washington University) је приватни универзитет у Вашингтону. Овлашћен 1821. од стране Конгреса САД, један је од шест универзитета у САД са конгресном повељом.